# Apple Watch Series 8
Apple Watch Series 8 — восьмое поколение обновлённых смарт-часов Apple Watch, которые умеют определять ДТП, ценой от 399 $, построенных на чипе Apple S8 и вышедших 7 сентября 2022 года.

## История
Часы были представлены на осенней презентации Apple, проходившей 7 сентября 2022 года, и они были показаны вместе с родственными, более дешёвой моделью Apple Watch SE (2-го поколения) и более дорогой версией Apple Watch Ultra.

## Характеристики
Эти смарт-часы содержат почти полный комплект всевозможных датчиков: температурный датчик (кожа), барометрический высотомер постоянного действия, акселерометр, гироскоп, оптический датчик сердечной активности, датчик измерения ЭКГ, датчик внешней освещенности, компас, пульсоксиметр (SpO2).
Защита корпуса до 5 атм (водонепроницаемость при погружении на глубину до 50 метров).

### Список характеристик
- Чипсет: Apple S8;
  - Центральный процессор (CPU): 1,8 GHz двухъядерный Thunder 64-битный 7-нм (TSMC N7P);
  - GPU: TBC;
- GPS и Глонасс: встроенный, включая Galileo, QZSS и BeiDou;
- Сотовая связь: опционально;
- Степень защиты: ISO 22810:2010 водонепроницаемость (до 50 метров);
- Беспроводная связь: Wi-Fi (802.11 b/g/n 2.4 GHz и 5 GHz);
- Bluetooth: Bluetooth 5.3;
- UWB: чип Apple U1;
- Оптический датчик пульса: есть;
- Датчик ЭКГ: есть;
- Пульсоксиметр: есть;
- Акселерометр: 256g;
- Гироскоп: улучшенный, с высоким динамическим диапазоном;
- Датчик освещенности: есть;
- Альтиметр: есть;
- Компас: есть;
- Дисплей: всегда включённый дисплей OLED LTPO с технологией Retina (яркость 1000 кд/м²)
  - Плотность пикселей:
- Оперативная память (ОЗУ): 1,5 Гб (1536 Мб) DRAM
- Хранилище: 32 Гб
- Версии операционных систем: watchOS 9.0;
- Требования[4]: iPhone 8 или новее, с iOS 16 или новее;
- Батарея: до 18 часов в обычном режиме и до 36 часов — в режиме энергосбережения, быстрая зарядка;
- Вес: 38,8 — 51,5 грамм;
- Парниковые газы: 33 кг CO2e;
- Начало продаж: сентябрь 2022 года;
- Сняты с производства: производятся.